# ジェームス・ジェマーソン
ジェームス・ジェマーソン（James Jamerson、1936年1月29日 - 1983年8月2日）は、アメリカのベーシスト。アメリカ合衆国サウスカロライナ州チャールストン出身。
1960年代から70年代初頭における、モータウン黄金期のベーシストである。現代のポピュラー音楽において最も影響力のあるベーシストとして知られており、没後17年にあたる2000年にはロックの殿堂入りを果たしている。2020年、ローリング・ストーン誌が選んだ「史上最高のベーシスト50選」で第1位

## 生涯
ジェマーソンは、南部サウスカロライナ州のエディストアイランドいう町に生まれた。母親と共に移住した北部デトロイトでベリー・ゴーディと出会い、1959年にはベーシストとしてモータウンでの録音を中心に活動した。初期にはジョン・リー・フッカーやリフレクションズ、ウーゴ・モンテネグロやジョーン・バエズらのサポートも務めており、音楽性の幅広さを示している。
モータウン黄金期の代表曲として、シュープリームスの「恋はあせらず」「ユー・キープ・ミー・ハンギング・オン」、テンプテーションズの「マイ・ガール」「ザ・ウェイ・ユー・ドゥ・ザ・シングズ・ユー・ドゥ」、フォー・トップスの「バーナデット」、「アイ・キャント・ヘルプ・マイセルフ」「リーチ・アウト・アイル・ビー・ゼア」、マーサ&ザ・ヴァンデラスの「ダンシング・イン・ザ・ストリート」、スモーキー・ロビンソン&ミラクルズの「ゴーイング・トゥ・ア・ゴーゴー」など、多数の曲でベースを演奏している。しかし、1960年代には、名前はクレジットされず、ジェマーソンの名がモータウンのレコードに初めてクレジットされたのは1971年のことだった。
モータウンは1972年にロサンゼルスへと移転。ジェマーソンもロスへ移住するが、1973年にはモータウンを離脱している。
離脱後におけるジェマーソンの仕事として、シングルではグラディス・ナイトの「ニーザー・ワン・オブ・アス」(1973年)、アル・ウィルソンの「ショウ・アンド・テル」(1974年)、ディオンヌ・ワーウィック&スピナーズ「ゼン・ケイム・ユー」(1975年)、シルバーズの「ブギー・フィーバー」(1976年)、マリリン・マックー＆ビリー・デイヴィス・ジュニアの「星空のふたり」(1976年-1977年)などがある。なお、ネット上でのジェマーソンのデータには誤りも多いので、入念な検証が必要である。
アルバムではロバート・パーマーの「プレッシャー・ドロップ」(1975年)、ワー・ワー・ワトソンの「エレメンタリー」(1976年)、ブラッドストーンの「ウイ・ゴー・ア・ロング・ウェイ・バック」(1982年)などがある。
ジェームス・ジェマーソンは酒豪だったが大量飲酒がたたり、1983年に肝臓病のため死去した。息子のジェームス・ジェマーソン・ジュニアもベーシストだったが、2016年に死去している。
ジェマーソンは多くのベーシストに影響を与えている。ジェマーソンに影響を受けた奏者としては、ファンク・R&Bでは、バーナード・エドワーズ（シック）、ブーツィー・コリンズ、ラリー・グラハム、フレッド・トーマス(JBズ）、ロバート・クール・ベル(クール・アンド・ザ・ギャング)、マーク・アダムス（スレイブ）、スティーブ・ワシントン（オーラ）らがいる。ロックではポール・マッカートニー、ゲイリー・セイン（ユーライア・ヒープ）、メル・サッチャー（グランド・ファンク・レイルロード）、アンディ・フレイザー（フリー）、ロジャー・グローヴァーらがあげられる。ジャズ/クロスオーバーでは、マーカス・ミラー、スタンリー・クラーク、チャック・レイニーらが影響を受けている。ワンフィンガー奏法を得意とするベーシストのチャック・レイニーは、ジェマーソンからツーフィンガー奏法を強く薦められたという。
ジェマーソンが初期に使用していたダブルベースはドイツ製のアップライト・ベースである。10代だった頃にこれを手に入れ、モータウン時代にもメリー・ウェルズの「My Guy」 や、マーサ&ザ・ヴァンデラスの「Heat Wave」などのヒット曲で使用する。その後もアップライト・ベースを使用していたが、1960年に友人のホレス“チリ”ルースからエレクトリックベースを使うよう説得され、ホレスが所有していた1957年製のフェンダー・プレシジョンベースを譲り受ける。このベースはボディが黒に塗り直されており、「Black Beauty」と呼ばれていた。
ジェマーソンが、自身のキャリアのほとんどを通して使い続けたのが、1962年製のサンバーストフィニッシュの「プレシジョンベース」である。「Black Beauty」は盗難に遭ってしまったため、これが彼にとって2本目のベースとなる。ピックアップ・フェンスとブリッジガードは、購入時と同じ状態で取り付けられている。演奏時のヴォリュームとトーンのノブは全開であった。このベースもジェマーソン死去の前に盗まれてしまい、現在も見つかっていない。彼はこのベースに「Funk Machine」と名付け、ネックのジョイント部分に「Funk」と刻み込んでいた。弦はLa Bellaのヘヴィ・ゲージ(.052-.110)を使用していた。ジェマーソンはフラット・ワウンドの弦を張り、ほとんど変えることはなかった。

演奏法が「ストイック」な印象もあるジェマーソンだが、ベースとアンプをワイヤレスで接続する装置や、ハグストロームの8弦ベースを使うなど、新奇性を求めた逸話もいくつかある。また、生前にフェンダーの5弦ベースを所有しており、本人の死後、自宅に残っていたベースは前述のアップライトとこの5弦ベースであった。クラブで演奏を行うときのアンプは「アンペグのB-15」を使用していた。広い会場においては青色人工皮革張りの Kustom 社製15インチツイン・スピーカーアンプを使用していた。
ジェマーソンがアップライト・ベースからエレクトリックベースへと転向する上で引き継がれたのが、自身の「ピッキング法」である。ジェマーソンは右手の人差し指のみでピッキングを行い、小指はピックアップ・フェンスの上におき、親指で残りの弦をミュートした。このことから彼の右手人差し指には「ザ・フック」という愛称がつけられたほどである。曲によっては人差し指と中指のツーフィンガーで演奏することもあった。1本指で複雑なフレーズを演奏できたのは、開放弦を多用していたことに加え、1回のストロークで複数の弦をピッキングするレイキングの技術に長けていたからである。